# Margueritta sylviae
Margueritta sylviae là một loài chân đều trong họ Sphaeromatidae. Loài này được Bruce miêu tả khoa học năm 1993.